# Maywood (Nebraska)
Maywood és una població dels Estats Units a l'estat de Nebraska. Segons el cens del 2000 tenia 331 habitants.

## Demografia
Segons el cens del 2000, Maywood tenia 331 habitants, 125 habitatges, i 90 famílies. La densitat de població era de 271,9 habitants per km².
Dels 125 habitatges en un 36,8% hi vivien nens de menys de 18 anys, en un 64% hi vivien parelles casades, en un 4,8% dones solteres, i en un 28% no eren unitats familiars. En el 23,2% dels habitatges hi vivien persones soles l'11,2% de les quals corresponia a persones de 65 anys o més que vivien soles. El nombre mitjà de persones vivint en cada habitatge era de 2,64 i el nombre mitjà de persones que vivien en cada família era de 3,12.
Per edats la població es repartia de la següent manera: un 30,8% tenia menys de 18 anys, un 6,3% entre 18 i 24, un 26,6% entre 25 i 44, un 23,6% de 45 a 60 i un 12,7% 65 anys o més.
L'edat mediana era de 36 anys. Per cada 100 dones de 18 o més anys hi havia 97,4 homes.
La renda mediana per habitatge era de 31.818 $ i la renda mediana per família de 35.536 $. Els homes tenien una renda mediana de 29.531 $ mentre que les dones 20.000 $. La renda per capita de la població era de 15.303 $. Aproximadament el 5,7% de les famílies i el 3,6% de la població estaven per davall del llindar de pobresa.

## Poblacions més properes
El següent diagrama mostra les poblacions més properes.